# Srednje
Srednje este o localitate din comuna Maribor, Slovenia, cu o populație de 145 de locuitori.